# Chelonus indicus
Chelonus indicus är en stekelart som beskrevs av Cameron 1907. Chelonus indicus ingår i släktet Chelonus och familjen bracksteklar. Inga underarter finns listade i Catalogue of Life.